# Train (serie de televisión)
Train (Hangul: 트레인; RR: Teurein), es una serie de televisión surcoreana transmitida del 11 de julio del 2020 hasta el 16 de agosto del 2020, a través de OCN.

## Sinopsis[3]
Seo Do-won, es un detective que se centra completamente en su trabajo, así como implacable cuando se trata de llevar a los criminales ante la justicia. Está dispuesto a asumir cualquier caso, sin importar cuán difícil sea. Do-won se ha hecho un nombre como una persona que hace su trabajo a base del esfuerzo. Sin embargo cuando Han Seo-kyung, la mujer que ama se convierte en la última víctima de un misterioso asesino en serie, su mundo cambia por completo.
Pronto se encuentra misteriosamente siendo capaz de moverse entre universos paralelos ("A" ⮀ "B"). Ahora Do-won debe vivir dos vidas completamente diferentes pero a su vez relacionadas, una como un hombre que debe pagar por los pecados de su padre y en el otro universo como un hombre obligado a vivir una vida precaria debido a esos pecados.
Como si la dualidad de su vida no fuera lo suficientemente difícil, cuando descubre que a pesar de que Seo-kyung murió en un mundo, puede haber desaparecido en otro mundo, mientras que en otro aún está viva, por lo que promete rastrear a su asesino mientras que simultáneamente trata de protegerla en el otro universo. Cuando se da cuenta de que no puede hacerlo sólo, decide buscar la ayuda de sus colegas en ambos universos. También le pide ayuda a Seo-kyung, una fiscal honesta y reservada pero de buen corazón en un universo y una detective fría y sin emociones en el otro.
Junto a ellos, la investigadora forense Lee Jung-min, una miembro tenaz de la unidad de investigación científica, harán lo que sea necesario para localizar al asesino en un universo, mientras protegen a Seo-kyung en el otro.

## Reparto[7]

### Personajes principales[8]
| Actor                                    | Personaje          | N.º de episodios | Notas |
| ---------------------------------------- | ------------------ | ---------------- | --- |
| Yoon Shi-yoon Lee Min-jae                | Det. Seo Do-won    | 12               | En el universo ("A") Do-won, es un detective de alto rango del departamento de crímenes violentos y líder del equipo de la estación de policía "Mukyeong", que vive con una gran culpa, ya que hace 12 años, su padre mató al padre de Han Seo-kyung, por lo que ahora trabaja para limpiar los pecados de su padre. Mientras persigue a un criminal conoce a Seo-kyung en un universo diferente, de quien se enamora y comienza a vivir la vida de su doppelgänger. Cuando Seo-kyung es asesinada por una persona que llega en el misterioso tren "8210", Do-won que destrozado. Dispuesto a vengarse, decide involucrarse en el caso del asesino en serie, pero pronto se encuentra en un universo paralelo donde se reencuentra con Seo-kyung, a quien se une para descubrir la verdad. Mientras que en el universo paralelo ("B"), es un oficial de la policía cuyo crimen de su padre, lo lleva a una vida de corrupción. A pesar de tener el mismo nombre, trabajo y rostro que Do-won del universo "A", en este universo es considerado sospechoso en el asesinato de un traficante de drogas. |
| Kyung Soo-jin Im Chae-hyun Yoo Chae-yeon | Det. Han Seo-kyung | 12               | En el universo ("A") Seo-kyung es una honesta fiscal que no es tímida para expresar sus emociones, y que logra superar la muerte de su padre gracias a la amabilidad de Seo Do-won. 12 años atrás, su padre perdió la vida en un asesinato y desde entonces Do-won la ha cuidado como si fuera su familia. Sin embargo cuando descubre la verdad detrás de la muerte de su padre, decide seguir las pistas. Mientras que en el universo paralelo ("B"), es una detective de la policía fría y sin emociones, quien hasta ahora ha sobrevivido a la vida debido a que alberga un odio profundo por la persona responsable del asesinato de su padre, de quien busca vengarse. Es una oficial meticulosa de la división de crímenes violentos y a sus espaldas es llamada una "sociópata". |
| Lee Hang-na                              | Det. Oh Mi-sook    | -                | En el universo ("A") es la detective en jefe de la sección de la policía, quien se preocupa tanto por Han Seo-kyung y Seo Do-won a quienes considera su familia. Mientras que en el universo paralelo ("B") Mi-sook únicamente es la jefa de Do-won. Más tarde se revela que en realidad, ella es la asesina. |
| Shin So-yul                              | Lee Jung-min       | -                | Es el universo ("A") es una dura investigadora forense y amiga de los detectives Seo Do-won y Han Seo-kyung. Pronto se une a ellos y los ayuda en sus esfuerzos por descubrir la verdad y proteger a Seo-kyung. Mientras que en el universo paralelo ("B"), Jung-min sigue trabajando como una investigadora forense y es la antigua novia de Do-won. |

### Personajes secundarios
| Actor                 | Personaje            | N.º de episodios | Notas |
| --------------------- | -------------------- | ---------------- | --- |
| Nam Moon-chul         | Seo Jae-cheol        | -                | Es el padre del detective Seo Do-won y el sospechoso de la muerte de Han Kyu-tae, el padre de Han Seo-kyung.    |
| Jo Wan-ki             | Det. Woo Jae-hyuk    | -                | Es un detective y compañero de Seo Do-won.                                                                      |
| Kim Dong-young        | Det. Kim Jin-woo     | -                | Es un detective y compañero de Seo Do-won.                                                                      |
| Kim Jin-seo           | Han Kyu-tae          | -                | Es el padre de Han Seo-kyung, quien se sospecha fue asesinado por Seo Jae-cheol, el padre del detective Do-won. |
| Yoon Bok-in           | Jo Young-ran         | -                | Es la madrastra de Han Seo-kyung, así como su enemiga y la de Seo Do-won.                                       |
| Cha Yeob Kim Yoo-chan | Lee Sung-wook        | -                | Es el hermanastro de Han Seo-kyung, así como su enemigo y el de Seo Do-won.                                     |
| Choi Seung-yoon       | Dr. Suk Min-joon     | 5-12             | Es un doctor psicópata.                                                                                         |
| Baek Jae-woo          | Det. Kang Joon-young | -                | Es un detective.                                                                                                |
| Lee Jae-in            | -                    | -                | Es un detective en el universo paralelo ("B").                                                                  |

### Otros personajes
| Actor           | Personaje      | Episodios donde apareció | Notas                                              |
| --------------- | -------------- | ------------------------ | -------------------------------------------------- |
| Im Chae-sun     | -              | 7                        | Es un hombre en la chatarrería.                    |
| Jo Yong-jin     | Dong-hyeon     | 6                        |                                                    |
| Sung Chan-ho    | -              | 6                        | Es un hombre discutiendo con Dong-hyeon.           |
| Uhm Tae-ok      | -              | 5-6                      | Es un trabajador de "Ilsuk Landscaping".           |
| Park Eun-young  | -              | 5                        | Es la dueña del restaurante.                       |
| Jun Joon-woo    | -              | 4                        | Es un oficial de la sección de auditoría policial. |
| Cha Sang-mi     | -              | 4                        | Es una mujer que reparte flyers en la iglesia.     |
| Eom Ok-ran      | Jung Hyung Hee | 3, 5-7                   |                                                    |
| Oh Ki-hwan      | -              | 3-5                      | Es un detective.                                   |
| Jang Hae-song   | Lee Jin Sung   | 3-4, 6                   |                                                    |
| Kim Jung-soo    | Park Young Tae | 3-4                      | Es un pastor.                                      |
| Park Jung-won   | Park Min Kyung | 3-4                      |                                                    |
| Park Geon-rak   | -              | 3-4                      | Es un detective.                                   |
| Lee Chae-min    | -              | 3                        | Es la anfitriona del club.                         |
| Yoo Ji-hyuk     | -              | 1, 6                     | En un detective.                                   |
| Kwon Han-sol    | Lee Ji-young   | 1-3                      | [ 18 ]                                             |
| Myung Seok-geun | Kang Dong-shik | 2                        | Es un oficial de la policía.                       |
| Park Mi-na      | -              | 2                        | Es una cuidadora.                                  |
| Kim Jin-ah      | -              | 2                        | Es una psiquiatra.                                 |
| Oh Yoo-mi       | -              | 2                        | Es una abogada.                                    |
| Han Myung-hwan  | -              | 2                        | Es un oficial de la policía.                       |
| Kim Bi-bi       | -              | 1-2, 7                   | Es una examinadora forense.                        |
| Shin Seung-ryul | -              | 1                        | Es un oficial de la policía.                       |
| Byun Gun-woo    | -              | -                        | Es un oficial de la policía.                       |
| Han Song-ho     | -              | -                        | Es un repartidor.                                  |

### Apariciones especiales
| Actor     | Personaje      | Episodios donde apareció | Notas |
| --------- | -------------- | ------------------------ | --- |
| Jang Yool | Park Tae-kyung | 1, 9                     | En un universo es un chaebol de segunda generación, mientras que en el universo paralelo Tae-kyung es una persona completamente diferente. |

## Episodios
La serie está conformada por 12 episodios, los cuales fueron emitidos todos los sábados y domingos a las 22:30 (KST).

### Raitings
Los números en color rojo indican las calificaciones más bajas, mientras que los números en azul indican las calificaciones más altas.
| Episodio | Fecha de emisión     | Participación promedio de audiencia (AGB Nielsen) |
| Episodio | Fecha de emisión     | Nacional                                          |
| -------- | -------------------- | ------------------------------------------------- |
| 1        | 11 de julio de 2020  | 1.367%                                            |
| 2        | 12 de julio de 2020  | 1.443%                                            |
| 3        | 18 de julio de 2020  | 0.994%                                            |
| 4        | 19 de julio de 2020  | 1.3%                                              |
| 5        | 25 de julio de 2020  | 0.997%                                            |
| 6        | 26 de julio de 2020  | 1.410%                                            |
| 7        | 1 de agosto de 2020  | 1.394%                                            |
| 8        | 2 de agosto de 2020  | 1.297%                                            |
| 9        | 8 de agosto de 2020  | 1.107%                                            |
| 10       | 9 de agosto de 2020  | 1.406%                                            |
| 11       | 15 de agosto de 2020 | 1.172%                                            |
| 12       | 16 de agosto de 2020 | 1.426%                                            |
| Promedio | Promedio             | 1.276%                                            |

## Música
El OST de la serie es distribuido por Stone Music Entertainment y está conformado por las siguientes canciones:

### Parte 1
| N.º | Intérprete          | Canción                | Letra | Música | Duración |
| --- | ------------------- | ---------------------- | ----- | ------ | -------- |
| 1   | Jo Won-sun (조원선) | "I Will Never"         | -     | -      | -        |
| 2   |                     | "I Will Never" (Inst.) | -     | -      | -        |

### Parte 2
| N.º | Intérprete | Canción            | Letra | Música | Duración |
| --- | ---------- | ------------------ | ----- | ------ | -------- |
| 1   | Oo         | "With You"         | -     | -      | -        |
| 2   |            | "With You" (Inst.) | -     | -      | -        |

## Producción
La serie fue creada por Studio Dragon.
Fue dirigida por Lee Seung-hoon, quien contó con el apoyo del guionista Park Ga-yun.
Originalmente el actor Kim Jae-wook estaba en pláticas para unirse al elenco principal como Seo Do-won, sin embargo el papel finalmente fue interpretado por el actor Yoon Shi-yoon.
El 6 de julio del 2020 se realizó la conferencia de prensa, a la cual asistieron el director de producción Ryu Seung-kin, así como los actores principales Yoon Shi-yoon y Kyung Soo-jin. Un poco más tarde ese mismo mes Shi-yoon y Soo-jin realizaron una entrevista para Rakuten Viki.
La serie contó con el apoyo de la compañía de producción "doFRAME".

### Distribución internacional
La serie fue transmitida con subtítulos en varios idiomas en iQIYI en el sudeste asiático y Taiwán.